# Palla mancata
Nel baseball la palla mancata (abbreviazione "PB" passed ball) viene addebitata al ricevitore quando non riesce a trattenere un lancio legale che potrebbe essere controllato con sforzo ordinario, così meglio descritta nella Reg. 10.13 (b) del Regolamento Ufficiale del Baseball:" Il classificatore ufficiale addebiterà al ricevitore una palla mancata quando manca di trattenere o controllare una palla legalmente lanciata che avrebbe potuto essere presa o controllata con sforzo ordinario, permettendo quindi al corridore o ai corridori di avanzare. Quando il terzo strike è una palla mancata che permette al battitore di raggiungere la prima base, il classificatore ufficiale indicherà uno strikeout e una palla mancata."
La PB deve essere registrata dal classificatore ufficiale solamente se almeno un corridore avanza sulle basi. Se le basi sono vuote, o se il ricevitore riesce a recuperare la palla impedendo ai corridori di avanzare, la PB non dovrà essere registrata. Nel caso in cui per effetto di una palla mancata un corridore tenti di avanzare di una base ed il ricevitore riesca a recuperare la palla ed a eliminare il corridore, nessuna PB dovrà essere registrata dal classificatore ufficiale.
Al corridore che avanza per una palla mancata, non può essere accreditata una base rubata (stolen base), a meno che il corridore non sia partito prima che avvenga la palla mancata.
La palla mancata non è registrata come errore e non è conteggiata al lanciatore per quanto riguarda la determinazione dei suoi punti guadagnati.
Compito del classificatore ufficiale è quello di giudicare se una palla lanciata legalmente e non trattenuta dal ricevitore, debba essere registrata come lancio pazzo (wild pitch) o come palla mancata.